# Авантаж (филм)
Вижте пояснителната страница за други значения на Авантаж.
„Авантаж“ е български игрален филм (трагикомедия) от 1977 година на режисьора Георги Дюлгеров, по сценарий на Георги Дюлгеров и Руси Чанев. Оператор е Радослав Спасов. Създаден е по документалната книга „Един прокурор разказва“ на Петко Здравков. Музиката във филма е композирана от Божидар Петков.

## Сюжет
Филмът разкрива историята на Петела (в ролята Руси Чанев) – крадец, бивш затворник, който се опитва да се включи в живота на нова, социалистическа България след 9 септември 1944 година. Главният герой е прекалено свободолюбив за тогавашните нрави и това е една от причините за драмите, които преживява в отношенията си с обществото като цяло и с жените в частност.
Филмът е първият, в който Руси Чанев разкрива в пълна степен своя талант на киноактьор.

### Етимология на думата
Авантаж е дума от френски произход (на френски: avantage) и се използва като синоним на думите предимство, изгода, благоприятно положение.

## Награди
- „Специална награда“ от Фестивала на българския игрален филм, (Варна, 1978);
- „Награда за операторско майсторство“ на Радослав Спасов от Фестивала на българския игрален филм, (Варна, 1978);
- „Сребърна мечка“ за филма на режисьора Георги Дюлгеров от Международния филмов фестивал в (Западен Берлин, 1978);
- Голяма награда „Златен Лачено“ за филма на режисьора Георги Дюлгеров и награда за женска роля на Мария Статулова от Международния филмов фестивал в (Авелино, Италия, 1979);
- Награди на Съюза на българските филмови дейци за: режисура на Георги Дюлгеров и операторска работа на Радослав Спасов (1977).

## Състав

### Актьорски състав
| Роля                              | Изпълнител          |
| --------------------------------- | ------------------- |
| Лазар Касабов – Петела            | Руси Чанев          |
| майор Любомир Герчев              | Пламен Дончев       |
| Румяна Сеизбашиева                | Мария Статулова     |
| Жела /Крадлата/                   | Пламена Гетова      |
| Учителката                        | Радосвета Василева  |
| Паликамара                        | Вельо Горанов       |
| Любо                              | Димитър Ганев       |
| Зордана                           | Стефан Попов        |
| Керанка                           | Диана Челебиева     |
| Мъжът на Румяна                   | Вълчо Камарашев     |
| Старшината Дрянски                | Ефтим Кирилов       |
| Крадлата на знамето               | Марияна Крумова     |
| Джебчията                         | Крум Крумов         |
| Чичото на Румяна                  | Крикор Хугасян      |
| Стажант – модел                   | Георги Тодоров-Жози |
| Стажантка                         | Искра Йосифова      |
| Крадецът Наско, приятел на Петела | Пламен Сомов        |
| Служител от градското отделение   | Климент Михайлов    |
| Стажант №1                        | Георги Николов      |
| Стажант №2                        | Васил Каменов       |
|                                   | Видьо Пенев         |
|                                   | Малина Петрова      |
|                                   | Витослав Гочев      |

### Технически състав
| Сценарий           | Руси Чанев Георги Дюлгеров                                                                     |
| Режисьор           | Георги Дюлгеров                                                                                |
| Оператор           | Радослав Спасов                                                                                |
| Художници          | Руси Дундаков Георги Тодоров-Жози                                                              |
| Музика             | Божидар Петков                                                                                 |
| Звукооператор      | Михаил Каридов                                                                                 |
| Редактор           | Свобода Бъчварова                                                                              |
| Монтаж             | Илияна Михова Вера Стефанова                                                                   |
| Втори режисьор     | Крикор Хугасян                                                                                 |
| Асистент-режисьори | Георги Георгиев Мария Евгениева Малина Петрова Искра Йосифова                                  |
| Втори оператор     | Пламен Сомов                                                                                   |
| Асистент-оператори | Иво Фурнаджиев Лалчо Динев Чавдар Витанов Георги Николов                                       |
| Тонтехници         | Крум Крумов Милан Георгиев                                                                     |
| Консултанти        | Марин Гинев Тома Дронев Вълко Вълков Методи Маринов                                            |
| Грим               | Магдалена Караманева                                                                           |
| Фотограф           | Евгени Ефремов                                                                                 |
| Втори художник     | Витослав Гочев                                                                                 |
| Реквизит           | Димитър Максимов                                                                               |
| Гардероб           | Дафинка Витанова                                                                               |
| Осветление         | Борислав Марков                                                                                |
| Декор              | Кою Кенаров                                                                                    |
| Организатори       | Видьо Пенев Борислав Димов                                                                     |
| Директор           | Трайчо Иванов                                                                                  |
| Distributed by     | БЪЛГАРСКА КИНЕМАТОГРАФИЯ Студия за игрални филми Творчески колектив „ХЕМУС“ /Copyright © 1977/ |

Авторите изказват своята благодарност на доктор Мл. Младенов и на всички лица от Софийския, Бургаския, Врачанския, Пазарджишкия и Ловешкия затвор, оказали съдействие при подготовката и снимките на филма, както и на М. С-ва, Св. Ив., К. Д., К. Х., Н. Г., В. В., Г. З., Ст. Г., П. П., В. В., Я. Д., О. Р., Ц. Д.